# Society of Malawi, Historical and Scientific
La Society of Malawi, Historical and Scientific, també anomenada The Society of Malawi (Historical and Scientific), (català: Societat de Malawi, Històrica i Científica) és una organització sense ànim de lucre establerta el 1946, com la Societat Nyasaland. Va canviar el seu nom després que Malawi obtingués la independència el 1964. La societat té com a objectiu promoure l'interès per qüestions literàries, històriques i científiques, descobrir i registrar fets i informació sobre Malawi. També adquireix llibres relacionats amb Malawi. El patró de la biblioteca sempre ha estat el president de Malawi, que des del 2014 és Arthur Peter Mutharika.

## Programes

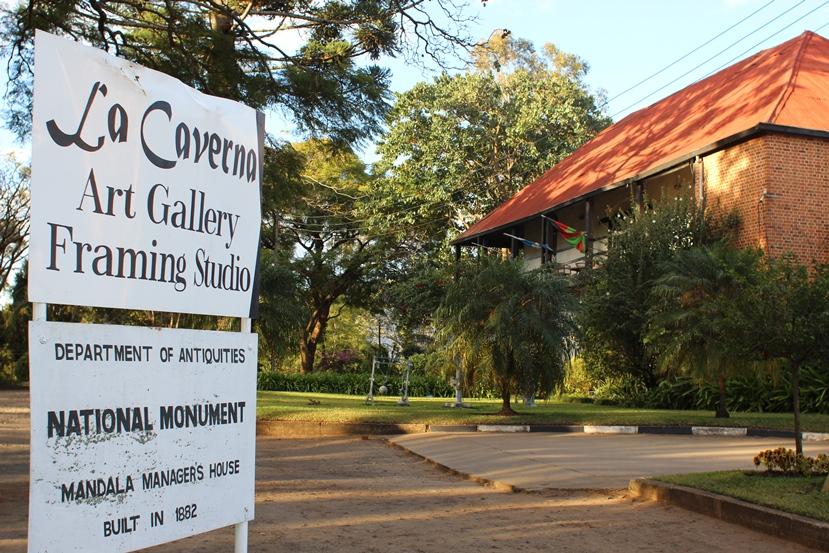
Mandala Manager's House, l'edifici més antic de Malawi

La societat publica una revista dos cops a l'any. La revista, anomenada The Society of Malawi Journal des de 1965, i abans The Nyasaland Journal, està editada per David Stuart-Mogg. Stuart-Mogg és un historiador aficionat i membre de la Royal Geographical Society.
També té una biblioteca de referència i arxius ubicats a l'històric Mandala House, l'edifici més antic de Malawi a Blantyre, construït el 1882. La biblioteca està oberta tant al públic com als socis.

## Museu del Transport

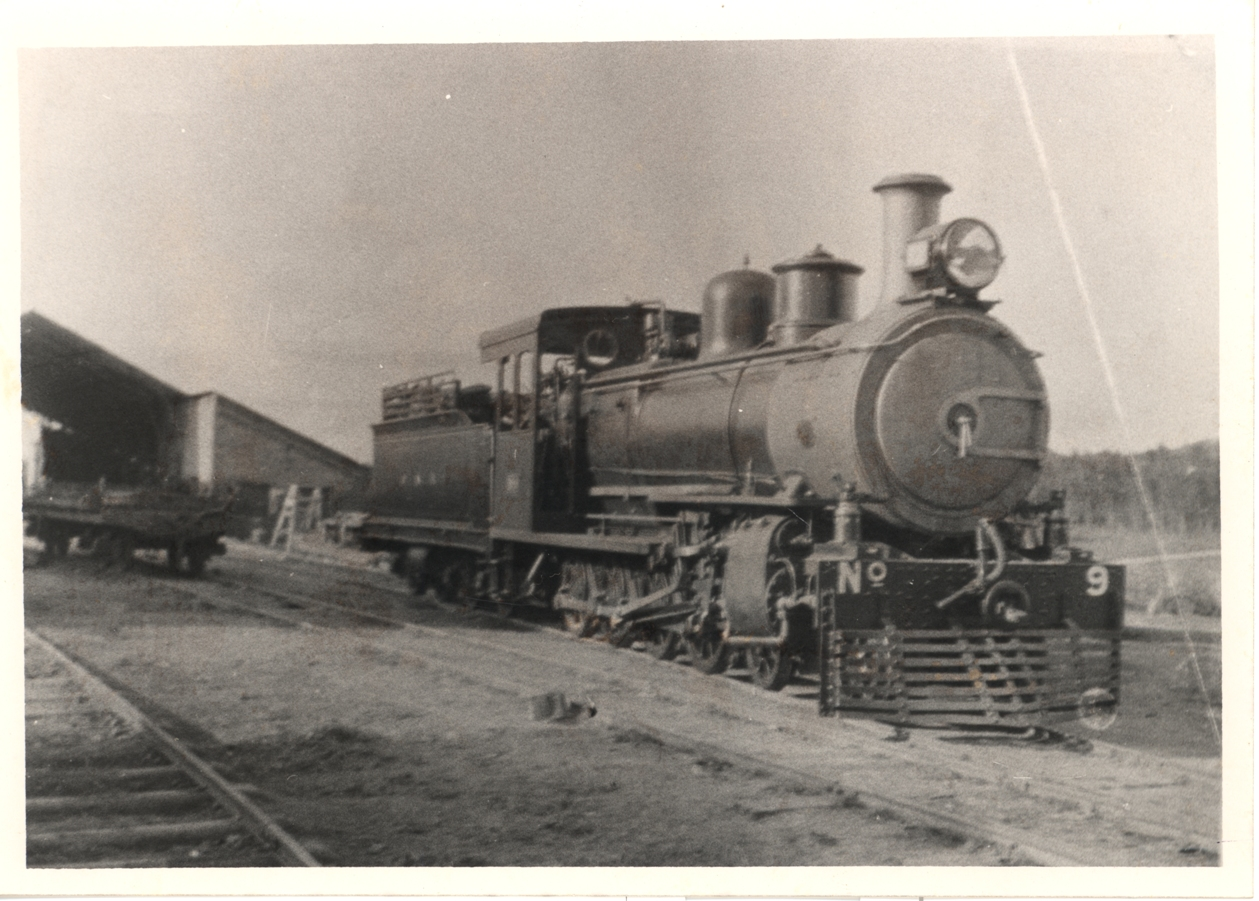
Locomotora número 9 a Limbe, maig de 1924

La societat també gestiona un museu del transport, situat al Centre del Patrimoni a Limbe en un terreny cedit pels Ferrocarrils de Malawi amb la condició que la història del transport a Malawi es preservi pel que fa al paper dels ferrocarrils en l'obertura de Nyasaland, un país sense litoral, al mar. Les exposicions al museu cobreixen el període de 1867 a 1996 i inclouen fotografies, artefactes i altres articles d'interès.